# The Return of Peter Grimm (pel·lícula de 1926)
The Return of Peter Grimm és una pel·lícula muda estrenada el 7 de novembre del 1926 protagonitzada per Alec B. Francis, John Roche i Janet Gaynor i dirigida per Victor Schertzinger. Basada en l'obra de teatre homònima de David Belasco estrenada a Nova York el 1911. Es conserva una còpia de la pel·lícula al Museum of Modern Art (MOMA) a Nova York. L'any 1935 es va fer una nova versió de la pel·lícula protagonitzada per Lionel Barrymore i Helen Mack.

## Argument
El vell Peter Grimm,ancià patriarca amo d'un viver de tulipes, fa prometre a la seva afillada que es casarà amb el seu nebot i hereu principal Frederik. Tot i que ella estima James, el secretari del vell, accepta i poc després Peter mor. Frederick es revela com un brivall i es determina a vendre el negoci familiar. L'esperit de Peter Grimm retorna per intentar arranjar tota la situació però no es pot comunicar amb ningú. A final pot imposar la seva voluntat sobre els altres i pot canviar les coses, premiant la virtut.

## Repartiment
- Alec B. Francis (Peter Grimm)
- John Roche (Frederick Grimm)
- Janet Gaynor (Catherine)
- Richard Walling (James Hartman)
- John St. Polis (Andrew MacPherson)
- Lionel Belmore (Reverend Bartholomey)
- Elizabeth Patterson (Mrs. Bartholomey)
- Bodil Rosing (Marta)
- Mickey McBan (William)
- Florence Gilbert (Annamarie)
- Sammy Cohen (el clown)